# الدمايرة
قرية الدمايرة هي إحدى القرى التابعة لمركز بلقاس في محافظة الدقهلية في جمهورية مصر العربية. حسب إحصاءات سنة 2006، بلغ إجمالي السكان في الدمايرة 8992 نسمة، منهم 4675 رجل و4317 امرأة.